# 索恩河畔阿勒雷
索恩河畔阿勒雷（法語：Allerey-sur-Saône，法語發音：[alʁɛ syʁ son]）是法国索恩-卢瓦尔省的一个市镇，属于索恩河畔沙隆区。

## 地理
索恩河畔阿勒雷（46°54'21"N, 4°58'58"E）面积16.42 平方千米，位于法国勃艮第-弗朗什-孔泰大區索恩-卢瓦尔省，该省份为法国中部省份，北起顺时针与科多尔省、汝拉省、安省、罗讷省、卢瓦尔省、阿列省和涅夫勒省接壤。
与索恩河畔阿勒雷接壤的市镇（或旧市镇、城区）包括：索恩河畔布拉尼、热尔日、圣卢-热昂日。

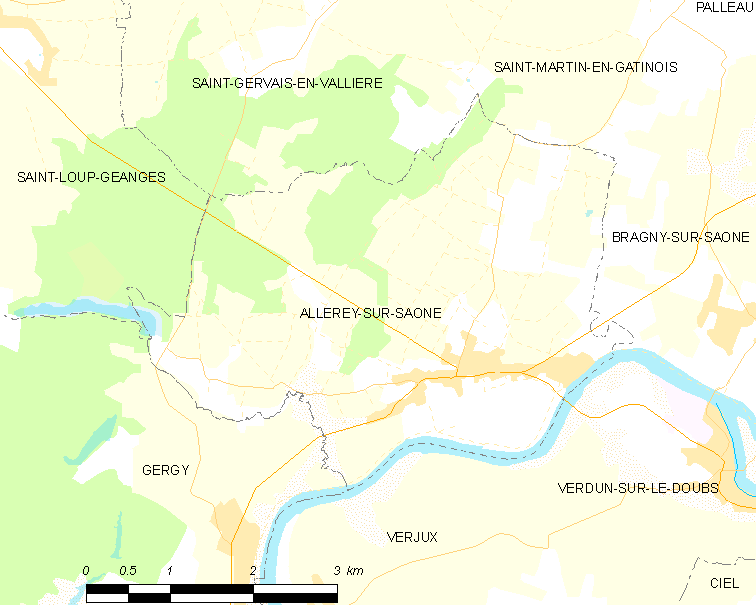
索恩河畔阿勒雷的OSM定位图

索恩河畔阿勒雷的时区为UTC+01:00、UTC+02:00（夏令时）。

## 行政
索恩河畔阿勒雷的邮政编码为71350，INSEE市镇编码为71003。

## 政治
索恩河畔阿勒雷所属的省级选区为热尔日县。

## 人口

1962-2008年间索恩河畔阿勒雷人口变化图示

索恩河畔阿勒雷于2022年1月1日时的人口数量为809人。